# Jürgen Zimmer (Kunsthistoriker)
Jürgen Zimmer (* 15. März 1937 in Berlin) ist ein deutscher Kunsthistoriker und Bibliothekar.

## Leben und Wirken
Jürgen Zimmer studierte Kunstgeschichte, Klassische Archäologie und Geschichte; nach seiner Diplom-Prüfung 1957 promovierte er 1967 an der Universität Heidelberg über den Schweizer Maler Joseph Heintz. 1967/68 arbeitete er als wissenschaftlicher Assistent am Kunsthistorischen Institut dieser Universität. Im Jahre 1968 trat er als Bibliotheksreferendar an der Universitätsbibliothek Heidelberg, die das DFG-Sondersammelgebiet Kunstgeschichte betreut, in die Ausbildung für den höheren Bibliotheksdienst und legte 1969 an der Bibliotheksschule Frankfurt die Fachprüfung hierfür ab. Von 1969 bis 1971 war Zimmer als wissenschaftlicher Angestellter an der Pfälzischen Landesbibliothek Speyer tätig, 1971/72 dann an der Württembergischen Landesbibliothek in Stuttgart. Von 1972 bis 1992 wirkte er dann an der Bibliothek des Zentralinstituts für Kunstgeschichte in München, wo er 1980 zum Bibliotheksdirektor ernannt wurde, anschließend an der Kunstbibliothek der Staatlichen Museen zu Berlin (Stiftung Preußischer Kulturbesitz).
In seinen zahlreichen Veröffentlichungen beschäftigt sich Zimmer vor allem mit dem Schweizer Maler Joseph Heintz dem Älteren und mit den Kunstsammlungen Kaiser Rudolfs II. in Prag.

## Veröffentlichungen (Auswahl)
- Joseph Heintz der Ältere als Maler. Konrad, Weißenhorn 1971, ISBN 3-87437-086-0 (Dissertation Universität Heidelberg).
- Hofkirche und Rathaus in Neuburg, Donau. Die Bauplanungen von 1591 bis 1630 mit einem Quellenanhang (= Neuburger Kollektaneenblatt, Bd. 124). Neuburg an der Donau 1971.
- Joseph Heintz als Architekt. In: Wolfram Baer (Hrsg.): Elias Holl und das Augsburger Rathaus. Pustet, Regensburg 1985, S. 98–118, ISBN 3-7917-0962-3.
- Joseph Heintz in Augsburg und Haunsheim. Überblick und neue Aspekte. In: Zeitschrift des Historischen Vereins für Schwaben, Bd. 79 (1985), S. 163–185.
- Bibliographisches über das Neuburger Kolloqiuum von 1615. In: Zeitschrift für bayerische Kirchengeschichte, Bd. 56 (1987), S. 131–151.
- Joseph Heintz der Ältere, Zeichnungen und Dokumente. Deutscher Kunstverlag, München 1988, ISBN 3-422-06027-8.
- Bibliographie Gustav Friedrich Waagen (1794–1868). In: Jahrbuch der Berliner Museen, Bd. 37 (1995), S. 75–91.
- Bibliographie Wilhelm (von) Bode nebst einem Text von Wilhelm von Bode: Eine neue Kunstzeitschrift wie wir sie brauchen. In: Jahrbuch der Berliner Museen, N.F., Bd. 38 (1996), S. 183–249.
- An H. v. G. in W. Anmerkungen zu einer wenig bekannten Berliner Kunstzeitschrift der Goethezeit. In: Jahrbuch der Berliner Museen, N.F., Bd. 40 (1998), S. 117–129.
- Nachrichten über Aloys Hirt und Bibliographie seiner gedruckten Schriften. In: Jahrbuch der Berliner Museen, N.F., Bd. 41 (1999), S. 133–194.
- Die Galleria Nobile im Casino der Villa Albani. Zu einer Neuerwerbung der Kunstbibliothek. In: Jahrbuch der Berliner Museen, N.F., Bd. 43 (2001), S. 167–184.
- Die Aegineten in Berlin. In: Jahrbuch der Berliner Museen, N.F., Bd. 46 (2004), S. 7–104.
- (Übers.): Baldassare Pistorini / Kurz gefasste Beschreibung des Palastes der erlauchtesten Fürsten von Bayern. Kommission für Bayerische Landesgeschichte, München 2006, ISBN 3-7696-6610-0.
- Aus den Sammlungen Rudolfs II. "Der" Kameo. In: Studia Rudolphina, Bd. 9 (2009), S. 110–126.
- München und Prag um 1600. Soziokulturelle Aspekte der Hofkunst im Vergleich. In: Beket Bukovinská (Hrsg.): München und Prag um 1600 (= Studia Rudolphina, Sonderheft 1). Artefactum, Praha 2009, S. 17–57, ISBN 978-80-86890-22-7.
- Aus den Sammlungen Rudolfs II.: "Die Zwölff Heidnischen Kayser sambt Iren Weibern" mit einem Exkurs: Giovanni de Monte. In: Studia Rudolphina, Bd. 10 (2010), S. 7–47.
- Aus den Sammlungen Rudolfs II. Baurisse von Elias Holl. In: Studia Rudolphina, Bd. 11 (2011), S. 7–24.
- "Maria Magdalena mit dem Engelchen" von Joseph Heintz d. Ä. und die Konfessionalisierung. Eine Revision. In: Studia Rudolphina, Bd. 11 (2011), S. 77–88.
- Nicht aus den Sammlungen Rudolfs II. Was der Kaiser wünschte und nicht bekam. In: Studia Rudolphina, Bd. 12/13 (2013), S. 7–31.
- "Zwei Musizierende". In: Studia Rudolphina, Bd. 12/13 (2013), S. 70–85.
- Die Bohemia am Ende des 19. Jahrhunderts zu Kunst und Kultur in der Zeit Kaiser Rudolfs II. In: Studia Rudolphina, Bd. 12/13 (2013), S. 158–192.
- (Mithrsg.): Aloys Hirt in Berlin. Kulturmanagement im frühen 19. Jahrhundert. Deutscher Kunstverlag, Berlin 2014, ISBN 978-3-422-06915-2.
- Das Prager Auferstehungsretabel von 1598. Beobachtungen und Überlegungen zur geistlichen Kultur im Umfeld Kaiser Rudolfs II. In: Studia Rudolphina, N.F., Bd. 14 (2014), S. 51–100.
- Vor dem Engagement in Prag. Heintz il Vecchio und Palma il Giovane. In: Studa Rudolphina, Bd. 16 (2016), S. 17–38.
- 1587 – Joseph Heintz in Florenz. In: Studia Rudolphina, Bd. 17/18 (2018), S. 203–225.
- Turin – Dresden via Prag. Savoyen und Sachsen am Rande einer Gesandtschaft in den Jahren 1604/1605. In: Dresden-Prag um 1600 (= Studia Rudolphina, Sonderheft 2). Artefactum, Praha 2018, S. 120–145, ISBN 978-80-86890-24-1.
- Die Schatz- und Kunstkammer Kaiser Rudolfs II. in Prag. Inventare und Listen im Kontext weiterer Quellen von 1576 bis 1860. Versuch einer Übersicht (= Studia Rudolphina, Sonderheft 3). Artefactum, Praha 2021, ISBN 978-80-88283-64-5.